# Émilie (Oper)
Émilie ist ein Monodrama bzw. eine Oper für eine einzige Sängerin in neun Szenen von Kaija Saariaho (Musik) mit einem Libretto von Amin Maalouf über das Leben der französischen Mathematikerin, Physikerin, Philosophin und Übersetzerin Émilie du Châtelet. Die Uraufführung war am 1. März 2010 in der Opéra National de Lyon.

## Handlung
I. „Pressentiments“ – Vorahnungen. Am Morgen des 1. September 1749, wenige Tage vor der Geburt ihrer Tochter und ihrem Tod am Kindbettfieber, schreibt Émilie einen Brief an ihren Geliebten Jean-François de Saint-Lambert, den Vater des erwarteten Kindes. Obwohl er ihr in seinem letzten kurzen Brief seiner Liebe versichert hat, zweifelt sie daran. Zudem quälen sie seit dem Beginn ihrer Schwangerschaft Todesgedanken.
II. „Tombe“ – Grab. Émilie überlegt, was wohl auf ihrem Grabstein stehen könnte – vielleicht ihr vollständiger Name mit Adelstitel oder nur der Vorname. Dann erinnert sie sich, wie ihr Freund Voltaire sie einst nannte: „Die göttliche Émilie“. Er hatte sich selbst als den ersten der „Émilianer“ bezeichnet: „Ich der Dichter und du die Geometerin.“
III. „Voltaire“. Beim Betrachten einer Voltaire-Büste wenden sich ihre Gedanken an ihre zehn Jahre währende enge intellektuelle und romantische Verbindung. Sie hatten sogar eine eigene Sprache entwickelt, die teils aus englische Worten, teils aus Rätseln bestand. Nachdem seine Leidenschaft abgekühlt war, brauchte sie eine Weile, das zu akzeptieren.
IV. „Rayons“ – Strahlen. Émilie wendet sich von der Büste ab und nähert sich ihrer Bibliothek. Sie will ihre Gedanken an ihre Leidenschaft für die Wissenschaft richten. Ihr Interesse gilt dem Wesen der Sonne und der Lichtstrahlen – der Physik, Optik, Astronomie, Algebra und Metaphysik, aber auch den Sprachen sowie den Werken von Cicero, Ariost und Alexander Pope über die menschliche Natur.
V. „Rencontre“ – Begegnung. Sie schreibt weiter an ihrem Brief an Saint-Lambert. Trotz ihres Alters von mehr als dreißig Jahren weckte diese Begegnung erneut ihre Leidenschaft. Sie konnte nie auf andere Weise lieben.
VI. „Feu“ – Feuer. Émilie ist verwirrt. Ihre Gedanken gelten abwechselnd ihr selbst, Saint-Lambert und Voltaire oder sind unbestimmt. In einem Buch blätternd reflektiert sie in französischer und englischer Sprache über das Wesen des Feuers im Universum und in ihrem eigenen Körper. Durch die Schwangerschaft fühlt sie sich in ihrem Frauenkörper gefangen. Sie muss erneut an den Tod denken.
VII. „Enfant“ – Kind. Émilies Gedanken wenden sich ihrem ungeborenen Kind zu. Falls es ein Mädchen sein sollte, müsse es aufpassen, sich nie ihren Anteil am Glück stehlen zu lassen. Dann denkt sie an ihren Vater, der ihr sein gesamtes Wissen beibringen wollte, der ihr versicherte, dass die Welt ihr gehöre, und der lautstark mit ihr sang. Ihre Tochter solle sich nicht von Leidenschaften oder Versuchungen fernhalten, sondern dafür auch Leid in Kauf nehmen. Vor allem solle sie nie in Schuldgefühle verfallen.
VIII. „Principia“. In ihrem Brief an Saint-Lambert schreibt Émilie, dass sie weniger Angst vor dem Tod habe, als dass sie ihre Übersetzung von Isaac Newtons Philosophiæ Naturalis Principia Mathematica nicht fertigstellen könne. Sie könne an nichts anderes mehr denken und arbeite rund um die Uhr daran. Das Wesentliche sei aber jetzt fertig. Falls sich ihre düsteren Vorahnungen als Trug erweisen sollten, werde sie bald das Buch in den Armen halten.
IX. „Contre l’oubli“ – Gegen das Vergessen. Abschließend versichert Émilie sich selbst und dem Publikum, dass das Werk im schlimmsten Fall postum erscheinen werde. Der Tod triumphiere letztlich immer, aber er möge sie das Buch vollenden lassen, damit man sich an sie erinnere. Sie werde bis zum letzten Moment einen Stift in der Hand halten. Bereits jetzt vermisse sie die Farben, die Träume und das Leben. Und sie fürchte, mit Buch und Kind in der Vergessenheit zu versinken.

## Gestaltung
Émilie gilt als Saariahos dritte Oper. Da sie nur wenig szenische Handlung enthält, könnte man sie aber auch wie das ähnlich aufgebaute Vorgängerwerk La passion de Simone als Oratorium oder als Solokantate bezeichnen.

### Orchester
Die Orchesterbesetzung der Oper umfasst die folgenden Instrumente:
- Holzbläser: eine Flöte (auch Piccolo- und Altflöte), eine Oboe, eine Klarinette, ein Fagott
- Blechbläser: zwei Hörner, eine Trompete, eine Posaune
- Pauken, Schlagzeug (zwei Spieler):
  - I) Tamtam (mit Bogen), Vibraphon, Glockenspiel, Crotales, Röhrenglocken, zwei hängende Becken (klein, mittel, mit Bogen), Triangel, Shell Chimes, Glass Chimes, Mark Tree, große Trommel
  - II) Marimba, Xylophon, Glockenspiel, Crotales, mittelgroßer Gong (falls gestimmt: G), drei hängende Becken (klein, mittel, groß, mit Bogen), Wood Chimes, Glass Chimes, Shell Chimes, Triangel, drei Kuhglocken, Röhrenglocken, Mark Tree, Tamtam, große Trommel
- Cembalo
- Streicher
- Elektronik

### Musik
Saariaho erläuterte einige Grundprinzipien der Komposition im Vorwort des Programmbuchs der Uraufführung. Demnach werden die neun Szenen ohne Pause gespielt. Jede Szene trägt einen Titel, der das jeweilige Sujet bezeichnet. Für die Themen „Vorahnung“, „Tod“, „Voltaire“, „Feuer“ und „Wissenschaft“ gibt es jeweils eigenes musikalisches Material mit spezifischem Tempo und einer eigenen Entwicklung. Die Gedanken und Gefühle der Hauptfigur werden durch die Gesamtheit dieser Themen dargestellt. Die Orchestersprache orientiert sich an ihrem Atemrhythmus. Die Stellen, die sich auf ihr persönliches Leben beziehen, sind gestischer, körperlicher und rhythmisch wechselhafter („more gesture based, carnal, and rhythmically capricious“), die Vokallinien ausdrucksstärker, oft nervös oder sogar explosiv („expressive, often nervous, explosive even“). Die Instrumentalfarben sind jeweils bestimmten Eigenschaften oder Themen zugeordnet. Für das Thema der Vorahnung verwendete Saariaho beispielsweise Ostinati des Cembalos und der Marimba. Die Voltaire-Szene kennzeichnete sie durch abwechselnde Holzbläser- und Streicherabschnitte mit energischen Rhythmen aus Sechzehntelnoten. Die Musik der siebenten Szene, in der sich Émilie ihrem ungeborenen Kind zuwendet, verwendet eine Melodie, die auf ein Thema von Domenico Scarlatti zurückgeht. Das Cembalo simuliert dabei in Verbindung mit den Metall-Schlaginstrumenten den Klang einer defekten Spieldose. Die Musik der Émilies Arbeit gewidmeten Abschnitte ist abstrakter und weniger rhythmisch gestaltet. Sie enthält transparente Orchestertexturen mit mikrotonalen statt chromatischer Strukturen, und die Spielweise der Instrumente unterscheidet sich.
Das Cembalo trägt in der Instrumentierung eine zentrale Rolle, da die historische Émilie dieses Instrument selbst spielte und der Klang eine Verbindung zu ihrer Zeit herstellt. Sowohl das Cembalo als auch gelegentlich die Gesangsstimme werden elektronisch verarbeitet, um einen Raumklang herzustellen. Bei der Singstimme geschieht dies, um die Charaktere, an die Émilie in diesem Moment denkt, plastischer werden zu lassen. Die elektronische Musik wird während der Aufführung in Echtzeit ausgeführt. Sie ist Teil der Orchestrierung. Das Cembalo wollte Saariaho bei Bedarf wie mit einer Vergrößerungslinse aus dem Orchester hervortreten lassen. Der Rezensent der Neuen Musikzeitung beschrieb das Resultat folgendermaßen: „Elektronik verschmilzt unmerklich mit Live-Klängen, sorgfältig gewählte Orchesterfarben verbinden sich subtil mit der Singstimme, Töne und Geräusche mischen sich in den unterschiedlichsten Verhältnissen.“

## Werkgeschichte
Die finnische Komponistin Kaija Saariaho komponierte diese Oper 2008 im Auftrag der Opéra National de Lyon, des Barbican Centre in London und der Stiftung Calouste Gulbenkian in Lissabon. Das Libretto verfasste, wie schon bei ihren vorangegangenen Werken L’amour de loin, Adriana Mater und La passion de Simone, der französisch-libanesische Schriftsteller Amin Maalouf. Die Idee für ein Monodrama, also eine Oper für eine einzige Sängerin, hatte Saariaho bereits zehn Jahre zuvor während eines Projekts mit der finnischen Sängerin Karita Mattila. Daher hatte sie von Anfang an deren Bild als Modell vor Augen. Anders als in den bekannten Monodramen Erwartung von Arnold Schönberg oder La voix humaine von Francis Poulenc wollte Saariaho nicht eine Frau darstellen, die ihren Lebenszweck durch den Verlust eines Mannes verliert, sondern ein lebendiges komplexes Porträt einer leidenschaftlichen Frau mit inhärenten Gegensätzen schaffen. Das ursprüngliche Konzept basierte auf der Idee einer Frau, die eine ganze Nacht hindurch wacht, weil sie am nächsten Morgen ein medizinisches Urteil erwartet. Saariaho hatte bereits darüber nachgedacht, eine Oper über die Mathematikerin, Physikerin, Philosophin und Übersetzerin Émilie du Châtelet zu schreiben und Élisabeth Badinters Biografie über diese Frau gelesen. Sie schlug das Sujet daher Maalouf und dem Regisseur François Girard vor und bat die beiden, sich über Émilie du Châtelet zu informieren. Die Entscheidungen über Form und Inhalt des Librettos folgten im Rahmen längerer Diskussionen im Verlauf vieler Monate. In einem Interview erklärte Saariaho, dass das Sujet ihre Idee gewesen sei, aber Amin Mallouf die Form gefunden habe. Sie widmete die Oper Karita Mattila und der Erinnerung an ihren Vater.
Die Uraufführung fand am 1. März 2010 in der Opéra National de Lyon unter der musikalischen Leitung von Kazushi Ōno mit Karita Mattila als Émilie statt. Regie führte François Girard. Die Ausstattung stammte von François Séguin, die Kostüme von Thibaut Vancraenenbroeck und das Lichtdesign von David Finn. Die Computermusik produzierte Christophe Lebreton. Tonmeister war Davis Fishmonger. Der Rezensent der Opernwelt nannte die Produktion wirkungsvoll, eine „längst überfällige Neubelebung“ des Musiktheater-Genres Monodram und eine „differenziert virtuose Steilvorlage für die glänzend präparierte, atemberaubend bühnenpräsente Karita Mattila“.
In Lyon gab es insgesamt fünf Aufführungen bis zum 13. März 2010. Weitere Produktionen waren:
- März 2010: Amsterdam, Het Muziektheater – Übernahme der Uraufführungsproduktion mit denselben Ausführenden.[10]
- Mai/Juni 2011: Charleston, Spoleto Festival USA – Dirigent: John Kennedy, Regie: Marianne Weems; mit Elizabeth Futral als Émilie.[10][11][7]
- Juli 2012: New York, Gerald W. Lynch Theater, John Jay College, Lincoln Center Festival – Dirigent: John Kennedy, Regie: Marianne Weems; mit Elizabeth Futral als Émilie.[10][11][12][13]
- Januar 2013: Lissabon, Stiftung Calouste Gulbenkian – Gulbenkian Orchestra, Dirigent: Ernest Martínez i Izquierdo, Regie: Vasco Araújo und André E. Teodósio; mit Barbara Hannigan als Émilie.[10][14]
- 9. Oktober 2013: Porto, Casa da Musica – Gulbenkian Orchestra, Dirigent: Ernest Martínez i Izquierdo, Regie: Vasco Araújo und André E. Teodósio; mit Karen Vourc’h als Émilie.[10][14]
- Mai/Juni 2014: Salzburger Landestheater – Regie: Agnessa Nefjodov, Dirigent: Leo Hussain; mit Allison Cook als Émilie.[10][15]
- April 2015: Helsinki, Finnische Nationaloper – Dirigent: André de Ridder, Regie: Marianne Weems; mit Camilla Nylund als Émilie.[10][16]
- 5. April 2018: Bowling Green (Ohio), Kobacker Hall, Moore Musical Arts Center, Bowling Green State University – Dirigentin: Mercedes Díaz García.[10]
- 6. Februar 2020: Baltimore, Griswold Hall.[10]
- 30. Juli 2022: Sydney, Pitt Street Uniting Church – konzertante Aufführung der Operngesellschaft „The Cooperative“; Dirigentin: Joanna Drimatis; mit Hannah Burton, Elizabeth Cooper, Joanna Dionis Ross, Kirralee Hillier und Xiaoxu Aleta Shang als Émilie.[17][18]
- Mai–Juli 2024: Staatstheater Mainz – Regie: Immo Karaman, Dirigent: Hermann Bäumer; mit den Sängerinnen Julietta Aleksanyan, Alexandra Samoulidou und Maren Schwier und der Tänzerin Bettina Fritsche als Émilie.[10][3]

Im gemeinschaftlichen Auftrag der Carnegie Hall in New York, der Cité de la musique in Paris, des Luzerner Sinfonieorchesters und der Straßburger Philharmoniker erstellte Saariaho 2011 eine Émilie Suite für Sopran und Kammerorchester. Sie wurde am 30. November 2011 vom Avanti! Chamber Orchestra unter Hannu Lintu und der Sopranistin Elizabeth Futral in der Carnegie Hall uraufgeführt und besteht aus den fünf Sätzen Pressentiments, Interlude I, Principia, Interlude II und Contre l’oubli.

## Aufnahmen
- April 2015 – André de Ridder (Dirigent), Orchester der Finnischen Nationaloper.
 Camilla Nylund (Émilie).
 Live aus der Finnischen Nationaloper.
 Radioübertragung auf YLE Radio 1.[21]
- 6. Februar 2020 – Leonard Weiss (Dirigent), Garnett Bruce (Regie), Peabody Chamber Orchestra.
 Noelle McMurtry, Jacqueline Deshchidn, Rachel Mink, Kasey Cwynar-Foye, Christa Beveridge, Claire Iverson, Sojung Lim und Hannah Noyes (Émilie).
 Video; Studentenaufführung aus der Griswold Hall des Peabody Institute in Baltimore, Maryland.
 Videostream auf YouTube.[22][23]

Eine Aufnahme der Émilie Suite mit der Sopranistin Karen Vourc’h und dem Orchestre Philharmonique de Strasbourg unter Marko Letonja erschien beim finnischen Musiklabel Ondine auf der CD Saariaho: Émilie Suite, Quatre instants & Terra memoria.